# 山出愛子
山出 愛子（やまいで あいこ、2002年12月1日 - ）は日本の女性シンガーソングライターで、女性アイドルグループ「さくら学院」の元メンバー。2021年3月末までの所属事務所はアミューズ。鹿児島県出身。

## 略歴
2011年9月25日に行われたKTS「げっきん!かごしま」での『第一回かごしまCMスター☆プロジェクト』にて、アメリカンホーム・ダイレクトのCMキャラクター「アメリちゃん」役に合格する。2012年5月25日には、「アメリwithタマリ」名義で東日本大震災復興支援チャリティーシングル『アメ・ハレ・チュチュ』を鹿児島県限定で発売。2013年9月22日に行われた「KTSの日2013」2日目にて、「アメリちゃん」としての活動を卒業。
アミューズに所属するきっかけとなったのは、2012年8月1日に行われたキッズモデルファッションショー「TOKYO TOP KIDS COLLECTION A/W 2012」を母親と見に行った際に、新人発掘企画「TTKCスカウト」の中でスカウトを受けたことである。
2013年5月5日に行われた「さくら学院 2013年度 〜転入式〜」にて、さくら学院に加入し、内部ユニットである「バトン部 Twinklestars」（2014年 - 2015年）、「クッキング部 ミニパティ」（2015年 - 2018年）にも所属。2016年5月6日に行われた「さくら学院 2016年度 〜転入式〜」では生徒会副会長、翌年5月7日に行われた「さくら学院 2017年度 〜転入式〜」では7代目生徒会長に就任した。
2017年7月24日、渋谷7th FLOORで行われたライブイベント「ハッピーアイスクリーム」で、自らが作詞作曲したオリジナル曲「大切な君へ」を含む3曲をグランドピアノで弾き語りし、初めてソロミュージシャンとしてライブイベントへの出演を果たした。
2018年3月24日に開催された「The Road to Graduation 2017 Final 〜さくら学院 2017年度 卒業〜」をもってさくら学院を卒業した。
2018年8月、BEGINの上地等プロデュースで、初のソロ作品となるシングル「スマイル」をリリースした。リリースに先駆け、同年7月に初のワンマンライブを行った。
2020年4月3日、FM鹿児島と四国4県のFMで自身初のラジオレギュラー番組『山出愛子のアイコdeナイト』の放送を開始。
2021年1月14日、山出が新型コロナウイルスに感染しており、保健所の指示に従って療養することがアミューズより発表された。2月19日以降の放送回で『山出愛子のアイコdeナイト』に復帰。
2021年3月31日、自身の公式サイトにおいて、同日をもってアミューズから退所し、しばらく音楽活動から離れることを発表した。

## 人物
1年前の同じ日に生まれた愛子内親王にちなんで、誰からも愛される子になってほしいという思いから「愛子」と名づけられた。血液型はO型。
趣味は映画、DVD鑑賞と人間観察で、好きな食べ物はアイスクリーム。特技はピアノの弾き語りとダンスで、将来の夢はシンガーソングライター。好きなアーティストは、松田聖子。
2人の兄がいる。

## 作品

### 参加作品
- アメリwithタマリ『アメ・ハレ・チュチュ』（2012年5月25日）

### タイアップ
| 楽曲                | タイアップ                                                        | 収録作品                                |
| ------------------- | ----------------------------------------------------------------- | --------------------------------------- |
| スマイル            | RKBラジオ もちこみっ! 2018年9月度エンディング曲                   | シングル「スマイル」                    |
| Choice              | MBC南日本放送 NEWS NOW 2019年2月度エンディング曲                  | シングル「Choice」                      |
| ピアス              | RKBラジオ もちこみっ! 2020年4月度エンディング曲                   | シングル「ピアス」                      |
| 365日サンタクロース | ペアジュエリーブランド「THE KISS」 2020年CM 《LOVEFUL CHRISTMAS》 | デジタルシングル「365日サンタクロース」 |

## ライブ

### ワンマンライブ
- Aiko Yamaide LIVE Diary Vol.0 0729（2018年7月29日、gee-ge）

サポート：太田貴之（アコースティックギター）、上地等（ピアノ、アコーディオン）
- Aiko Yamaide LIVE Diary Vol.1 0819（2018年8月19日 昼夜2公演、gee-ge）[26]

サポート：太田貴之（アコースティックギター）、上地等（ピアノ）
- Aiko Yamaide LIVE Diary Vol.2 1227（2018年12月27日、duo MUSIC EXCHANGE）[27]

サポート：太田貴之（アコースティックギター）、村田“5-low”悟郎（ベース）、上地等（ピアノ）
- Aiko  Yamaide LIVE Diary Vol.3 0519（2019年5月19日 昼夜2公演、duo MUSIC EXCHANGE）[28]

サポート：太田貴之（アコースティックギター）、奥野翔太（ベース）
- Aiko Yamaide　LIVE Diary Vol.4 0817（2019年8月17日、duo MUSIC EXCHANGE）

サポート：太田貴之（アコースティックギター）、酒井太（ベース）
- Aiko Yamaide LIVE Diary Vol.5 0731（2020年7月31日、無観客オンライン有料配信ライブ）

サポート：太田貴之（アコースティックギター）、奥野翔太（ベース）
- Aiko Yamaide LIVE Diary -18th Birthday-（2020年12月1日、無観客オンライン有料配信ライブ）

ゲストアーティスト：原田珠々華、ゲスト：森ハヤシ

### その他ライブ
- ハッピーアイスクリーム（2017年7月24日、渋谷7th FLOOR）
- 新宿ロフトの夏祭り 2017 〜お盆の夕べ〜（2017年8月16日、新宿LOFT）
- SUMMER FUN GARDEN（2017年9月3日、SHIMOKITAZAWA GARDEN）
- TOKYO CALLING 2017 Shimokitazawa（2017年9月16日、SHIMOKITAZAWA GARDEN）
- HUG ROCK FESTIVAL 2018秋分の日（2018年9月23日、WWW）
- HUG ROCK FESTIVAL 2019GW（2019年5月6日、渋谷チェルシーホテル）
- Amuse Fes in MAKUHARI 2019（2019年6月1日、幕張メッセ国際展示場）[29][30]
- 第47回 MBC 夏祭り（2019年7月25日、MBCグラウンド）
- コカ・コーラ SUMMER STATION 音楽LIVE（2019年7月29日、六本木ヒルズアリーナ）[注 1]
- J HUG ROCK FESTIVAL 2019（2019年8月18日、新横浜strage）
- duo Night Vol12（2019年12月15日、duo MUSIC EXCHANGE）
- ホントノミリョク（2020年2月24日、渋谷REX）

## 出演

### テレビ
- げっきん!かごしま（2011年 - 2012年、KTS鹿児島テレビ）
- ゆうテレ（2013年9月19日・10月23日・2016年2月26日、KTS鹿児島テレビ）
- HOTWAVE（2019年7月14日、テレビ埼玉）

### ラジオ
- Music Express（2016年2月26日、MBCラジオ）
- もちこみっ!（2018年9月1日、2020年3月28日、RKBラジオ）
- エドガー・サリヴァンのエドラジ（2018年10月9日、10月16日、bayfm78）
- 山出愛子“16歳のChoice”（2018年12月21日、25日、JFN）
- あしたの音楽（2019年2月24日、ベイエフエム）
- FRIDAY SPECIAL BAYSIDE SHOCK（2019年7月26日、CROSS FM）
- オトナビゲーション（2019年7月26日、RKBラジオ）
- BUTCH COUNTDOWN RADIO（2019年7月26日、FM FUKUOKA）
- music×serendipity（2019年7月26日、LOVE FM）
- WEAVERのMUSIC BELIEVER!!（2019年12月8日・12月15日、四国4県のFM）
- 山出愛子のアイコdeナイト（2020年4月3日 - 2021年3月26日、FM鹿児島と四国4県のFM）

### ネット配信
- さくら学院の顔笑れ!!FRESH!マンデー（2018年8月20日、2019年8月5日、FRESH LIVE）
- 〇〇月15日は愛子の日!(2018年8月31日 - 2020年12月15日、LINE LIVE）

### CM
- アメリカンホーム・ダイレクト「みんなのほすピタる3000」篇、「みんなのほすピタる定期型」篇、「おしえてアメリちゃん」篇（2011年）

### PV
- リカちゃんのおともだち 「キラメイクつばさちゃん」 - YouTube（2016年2月26日）[31]

### イベント
- FNSチャリティキャンペーン KTSの日 2013 （2013年9月22日、かごしま県民交流センター）
- 東京おもちゃショー2016 タカラトミー「リカちゃん＆つばさちゃんスペシャルダンスステージ」（2016年6月12日、東京国際展示場）[32]
- 東京おもちゃショー2017 タカラトミー「リカちゃん＆つばさちゃんスペシャルダンスステージ」（2017年6月3日、東京国際展示場）[31]
- ジャック・オー・ランド「リカちゃん スペシャルステージ」（2017年10月21日・22日、横浜アリーナ）
- Amuse Fes in MAKUHARI 2018 -雨男晴女- リアルタイムレポーター（2018年6月2日、幕張メッセ）[33]